# Glandulininae
Glandulininae es una subfamilia de foraminíferos bentónicos de la Familia Glandulinidae, de la Superfamilia Polymorphinoidea, del Suborden Lagenina y del Orden Lagenida. Su rango cronoestratigráfico abarca desde el Carniense (Triásico superior) hasta la Actualidad.

## Discusión
Clasificaciones previas incluían Glandulininae en la Superfamilia Nodosarioidea.

## Clasificación
Glandulininae incluye a los siguientes géneros:
- Barnardina †
- Dainita †
- Entosigmomorphina
- Esosyrinx
- Euglandulina
- Glandulina
- Glandulinoides †
- Globulotuba
- Globulotuboides
- Phlegeria
- Rimalina †
- Siphoglobulina
- Tappanella
- Tomaculoides
- Tricarinella †

Otro género considerado en Glandulininae y clasificado actualmente en otra familia es:
- Laryngosigma, ahora en la Familia Polymorphinidae

Otros géneros considerados en Glandulininae son:
- Atractolina, aceptado como Glandulina
- Encorycium, considerado sinónimo posterior de Glandulina
- Glandiolus, considerado sinónimo posterior de Glandulina
- Laevicalvatella, sustituido por Barnardina
- Mariella †, aceptado como Dainita
- Psecadium, aceptado como Glandulina